# 安康医院
安康医院是中华人民共和国对精神病人进行强制医疗或加以监护的专门机构。此类医院隶属于公安机关。
安康医院的性质之一是根据《中华人民共和国刑法》的规定，由政府对造成危害结果但不负刑事责任的精神病人进行强制医疗的机构。其性质之二是根据《中华人民共和国人民警察法》的规定，对严重危害公共安全或者他人人身安全的精神病人进行监护的指定场所之一。

## 建立依据
《中华人民共和国刑法》第十八条规定，“精神病人在不能辨认或者不能控制自己行为的时候造成危害结果，经法定程序鉴定确认的，不负刑事责任，但是应当责令他的家属或者监护人严加看管和医疗；在必要的时候，由政府强制医疗。”
《中华人民共和国人民警察法》第十四条规定，“公安机关的人民警察对严重危害公共安全或者他人人身安全的精神病人，可以采取保护性约束措施。需要送往指定的单位、场所加以监护的，应当报请县级以上人民政府公安机关批准，并及时通知其监护人。”
1987年4月20日中华人民共和国卫生部、民政部、公安部《关于加强精神卫生工作的意见》是全国第二次精神卫生工作会议之后出台的文件。该文件要求“开展精神卫生立法和司法鉴定以及对精神病人的管治工作。抓紧起草《精神卫生法》，公安机关从速组建精神病管治院，并会同司法、卫生部门组建司法鉴定委员会。”
1988年1月29日中华人民共和国公安部印发的《全国公安机关第一次精神病管治工作会议纪要》（公发〔1988〕5号）要求各地抓紧建立公安机关管理的精神病管治院，并将各地此类机构统一定名为“安康医院”。
在2001年召开的全国第三次精神卫生工作会议上，中华人民共和国卫生部也要求各地建立安康医院。
2004年9月20日中华人民共和国国务院国办发〔2004〕71号通知转发的卫生部、教育部、公安部、民政部、司法部、财政部、中国残联《关于进一步加强精神卫生工作指导意见的通知》再次要求没有安康医院的省、自治区、直辖市要尽快建立安康医院。

## 收治对象
根据1988年1月29日中华人民共和国公安部印发的《全国公安机关第一次精神病管治工作会议纪要》（公发〔1988〕5号）要求，公安机关管理的精神病管治院收治对象包括：

1. 有杀人、放火、强奸、爆炸行为的；
2. 严重扰乱党政军机关办公秩序和企事业单位生产、工作秩序的；
3. 严重扰乱公共秩序、交通秩序，危害公共安全的；
4. 当众出丑，有伤风化的；
5. 影响社会安定，造成严重后果的。

该文件还强调，“公安机关管理的精神病管治院收治上述精神病人，都应经精神病司法医学鉴定。”
2010年5月26日在武汉召开的全国安康医院工作会议上，公安部监所管理局特别强调了安康医院的收治对象及收治法定程序。在会后接受新华网记者采访时，该局表示，“强制医疗是一种特殊的行政强制措施，是由我国《刑法》作出规定的。”
决定进行强制医疗必须满足两个先决条件，

- 第一，被强制医疗人员已发生了触犯刑法的行为，涉嫌犯罪；
- 第二，被强制医疗人员是经法定鉴定程序，确认无刑事责任能力的精神病人。
两个条件缺一不可，如果该人涉嫌犯罪经鉴定不是精神病人，那么相关部门将按照刑事诉讼程序处理；如果该人虽然是精神病人，但没有发生触犯刑法的行为，公安机关不得对其采取任何限制自由的措施，包括强制医疗措施。

该局对上面最后一句话又进行了进一步说明，指出：
安康医院的收治必须符合法定程序，对有触犯刑法行为、经鉴定无刑事责任能力的精神病人，须经县级以上公安机关决定，安康医院才得接收；所收治的必须是法定对象，对没有发生触犯刑法行为的普通精神病人，安康医院一律不得接收。

## 爭議
安康医院常被滥用，成为中国当局打击和迫害持不同政见者的工具。
人权组织保护卫士2022年发布的报告称，超过半数的入院者没有进行精神病鉴定，医院内还存在强迫用药、电击治疗、入院者被绑在床上、被殴打和被单独被监禁的情况，近三分之一的被迫害者曾多次接受强制治疗或强制住院。活动人士和访民包括董瑶琼、李田田等人都曾入院。继2020年香港颁布的《国家安全法》之后，大陆这种对精神病学的政治滥用正在向香港输出，12港人之一的李宇軒就被关押在小榄精神病治疗中心数天。

## 名称
1988年《全国公安机关第一次精神病管治工作会议纪要》中称，
关于统一院名的问题。鉴于目前公安机关管理的精神病管治院名称不统一，为了便于工作，统称“安康医院”，即：××省（自治区、市）公安厅（局）安康医院。
但实际上，各安康医院名称也并不都是前加某某公安厅（局），比如广州市安康医院等。
由于“安康医院”并未成为公安机关所建此类医院的专用名称，故大批和公安机关毫无联系的一般医疗机构也在使用“安康医院”作为自己的名称。

## 性质
安康医院大多数均属公安机关下属的事业单位，不属行政编制，在安康医院工作的民警不享受公务员待遇。2004年《人民公安》杂志的报道指，由于有的地方政府财政投入不足，致使一些安康医院经费严重困难，甚至达到无以为继的境地。为此，各安康医院想方设法自筹经费，如进行精神疾病司法鉴定，成为综合医院并对外开放门诊，收治自愿就诊的精神病人以及接收自愿戒毒人员，对外开展体检等。
也有的地方如北京市已经改变安康医院的事业单位性质，将其改制为政府行政机构，以解决其资金及人员待遇问题。

## 安康医院名录
截至2010年，中华人民共和国共建有安康医院24所。其后数量又不断增加。截至2010年的24家医院为：
- 北京市公安局强制治疗管理处（北京市安康医院）
- 唐山市公安局安康医院
- 天津市公安局安康医院
- 内蒙古自治区公安厅安康医院
- 黑龙江省公安厅安康医院
- 吉林省公安厅安康医院
- 沈阳市公安局安康医院
- 大连市公安局安康医院
- 山东省安康医院（济宁市精神病防治院）
- 合肥市公安局安康医院
- 上海市公安局安康医院
- 杭州市公安局安康医院
- 金华市公安局安康医院
- 宁波市安康医院
- 绍兴市公安局安康医院
- 福州市公安局安康医院
- 武汉市公安局安康医院
- 广州市安康医院
- 深圳市公安局监管医院（深圳市安康医院）
- 西安市安康医院
- 宁夏回族自治区公安厅安康医院
- 新疆生产建设兵团公安安康医院
- 成都市公安局安康医院
- 海南省公安厅安康医院

2010年之后，又建设了如下医院：
- 湖南省安康医院
- 南通市安康医院（筹建）
- 重庆市安康医院（筹建）
- 德阳市安康医院
- 绵竹市安康医院